# Fomitella
Fomitella là một chi nấm thuộc họ Fomitopsidaceae.